# ½ funta izraelskiego 1962 Starożytne pół szekla
½ funta izraelskiego 1962 Starożytne pół szekla – izraelska miedzioniklowa moneta kolekcjonerska wybita w 1962 roku. Moneta wyemitowana przez Bank Izraela. Monety z okresu funta zostały wycofane z obiegu w 1980 roku. Moneta wybita poza izraelskimi seriami monet kolekcjonerskich.

## Opis monety
Tematyka monety odwołuje się do biblijnych źródeł monet półszeklowych z Księgi Wyjścia:

I tak powiedział Pan do Mojżesza: «Gdy będziesz liczyć Izraelitów, by dokonać spisu, każdy przy spisie złoży za swe życie okup Panu, aby nie spadło na nich nieszczęście. To zaś winni dać podlegli spisowi: pół sykla, według wagi przybytku, czyli dwadzieścia ger za jeden sykl; pół sykla na ofiarę Panu. Każdy podległy spisowi z synów Izraela, mający dwadzieścia i więcej lat, złoży tę ofiarę Panu. Bogaty nie będzie zwiększał, a ubogi nie będzie zmniejszał wagi pół sykla, aby złożyć ofiarę Panu na przebłaganie za swe życie. A wziąwszy te pieniądze jako przebłaganie od Izraelitów, obrócisz je na służbę w Namiocie Spotkania, i będą one na pamiątkę Izraelitom przed Panem jako ofiara zadośćuczynienia za ich życie».

Według judaizmu wspomniane pół szekla to nie tylko zadoścuczynienie za życie, ale także podatek świątynny zwany מחצית השקל (machacit ha-szekel), do którego uiszczania zobowiązany był każdy wierny. Każdego roku, przed świętem Purim, symbolicznie wpłaca się pół szekla na cele charytatywne, aby uczcić podatek świątynny. Na tę okazję Bank Izraela wyemitował monetę z podobizną starożytnej półszeklówki.
Cała moneta została zaprojektowana przez Gerda Rothschilda i Ze’ewa Lipmana ze Studia Roli.

### Awers
W środku pola monety znajduje się nominał z nazwą waluty w języku hebrajskim „חצי לירה ישראלית” (checi lira jisra’elit). Nad napisem znajdują się nazwa państwa po hebrajsku (ישראל) i arabsku (اسرائيل) oraz rok wybicia i emisji wg kalendarza żydowskiego „תשכ"ב”. Pod nominałem, na monetach wybitych stemplem lustrzanym, widnieje znak mennicy „מ”.

### Rewers

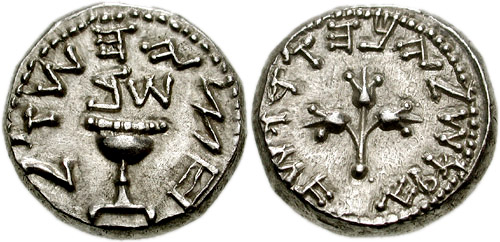
Pół szekla z drugiego roku trwania powstania

Na rewersie przedstawiono reprodukcję półszeklowej monety wybijanej przez Żydów w trakcie wojny żydowskiej (66–73 r. n.e.). Pośrodku starożytnej monety znajduje się kielich. Nad nim widnieją litery odpowiadające informacji „Rok 3”, odnoszącej się do trzeciego roku trwania powstania. Nad tym kielichem i rokiem widnieje napis w starożytnym hebrajskim mówiący o nominale monety.

### Pozostałe
Opis:
- Waga: 12 g
- Średnica: 30 mm
- Stop: miedzionikiel
- Stempel: lustrzany i zwykły
- Liczba wybitych sztuk: 9894 (lustrzana) i 19 890 (zwykła)
- Mennica: Królewska Mennica Holenderska (Utrecht, Holandia)